# Arnold de Flandes (músic)
Arnold de Flandes fou un compositor belga, que va viure a Venècia a finals del segle xvi i principis del XVII.
Era molt cèlebre en la seva època, i va ser organista del convent dels Camaldulencs de Tolmezzo (Friül).
Va compondre motets i madrigals, dels quals s'han fet diverses edicions. La més coneguda és la d'Antonio Gardane, de Venècia.